# 滨木患属
滨木患属（学名：Arytera）是无患子科下的一个属，为灌木或小乔木植物。该属共有20余种，主要分布在澳大利亚。